# Aux Deux Magots
Aux Deux Magots è un album discografico del gruppo musicale svedese Secret Service, pubblicato nel 1987 dalla Sonet.

## Descrizione
Ultimo disco registrato dai Secret Service prima dello scioglimento, Aux Deux Magots fu realizzato con una formazione inedita che vide Mats Lindberg (già ingegnere del suono in alcuni album prodotti da Håkansson) e Anders Hansson (proveniente dal gruppo Otitis) sostituire Tonny Lindberg, Leif Paulsén e Leif Johansson.
Dall'album sono stati estratti quattro singoli tra cui I'm So I'm So I'm So (in cui il gruppo si avvale della collaborazione di Lilli & Sussie, duo prodotto da Norell e Håkansson) e The Way You Are in cui Håkansson duetta con Agnetha Fältskog. La title track dell'album è l'unico brano musicale interamente strumentale pubblicato dai Secret Service.

## Tracce
1. I'm So I'm So I'm So (I'm so in love with you) – 3:27 (testo: Oson, Alexander Bard – musica: Tim Norell)
2. If You Need Me – 3:27 (testo: Oson, Bard – musica: Norell)
3. Don't You Know, Don't You Know – 3:26 (testo: Oson – musica: Norell)
4. Turn to Me – 3:38 (testo: Oson – musica: Norell)
5. The Way You Are – 5:46 (testo: Oson, Norell – musica: Bard)
6. Say Say – 3:10 (testo: Oson – musica: Norell)
7. Light – 3:32 (testo: Oson – musica: Anders Hansson)
8. Aux Deux Magots – 4:08 (Norell, Oson, Hansson)
9. Where the Wind Blows – 3:23 (testo: Oson, Bard – musica: Norell)
10. Thank You for that Night – 4:02 (testo: Oson – musica: Norell)

Durata totale: 37:59

## Formazione

### Gruppo
- Ola Håkansson - voce
- Tim Norell - tastiere
- Ulf Wahlberg - tastiere
- Anders Hansson - percussioni, tastiere, chitarra
- Mats Lindberg - basso

### Altri musicisti
- Agnetha Fältskog - voce in The Way You Are
- Lilli & Sussie - voce in I'm So I'm So I'm So (I'm so in love with you)